# ZTE Open
ZTE Open是由中興通訊所推出的Firefox OS智慧型手機。此款手機只針對開發者用於開發和測試，於西班牙率先正式展開銷售。

## 历史
2013年8月12日，ZTE Open於美國和英國的eBay上販售，上架開賣一周內全數迅速銷售一空。10月15日，ZTE Open於eBay上販售範圍開放至更多地區，包含日本、南韓、印尼、台灣、新加坡、澳門、馬來西亞、菲律賓、泰國、越南、寮國、汶萊、澳洲和紐西蘭等。10月25日，中興通訊與印度eBay（eBay.in）合作販售ZTE Open，定價為6,990盧比（111美元）。

## 外部連結
- 官方網站
- Firefox OS - Devices & Availability （页面存档备份，存于）
- YouTube上的"Firefox ZTE - #MovistarFirefoxOS"
- YouTube上的"Firefox ZTE - #MovistarFirefoxOS"